# Benoît-Théophile de Chevron Villette
Pour les autres membres de la famille, voir Famille de Chevron Villette.
Benoît-Théophile de Chevron Villette, né le 8 mai 1587 à Turin et mort le 16 mai 1658, est un prélat de l'Église catholique savoyarde, archevêque-comte de Tarentaise (1632-1658).

## Biographie

### Origines
Benoît-Théophile de Chevron Villette naît le 8 mai 1587 à Turin (Piémont). Il est le quatrième fils de Hector de Chevron Villette, baron de Chevron, seigneur de Dérée, conseiller d'État du duc de Savoie, Emmanuel-Philibert, et de Jeanne de Menthon. Il passe son enfance au château de Chevron (Mercury).

### Colonel, puis prêtre
Jacques Lovie, dans son Histoire des diocèses de France, indique à son propos, selon une tradition, « On prétend qu'un certain jour de 1598, exactement le 21 septembre, étant tombé de la grande tour, il a été sauvé en cours de chute par l'invocation à Notre-Dame de Myans que sa mère a eu le temps de faire ».
Il porte la tonsure en 1601. Il s'engage dans la voie militaire et devient colonel au régiment de Chivasso. Il se fiance à Mademoiselle de Saint-Maurice. Il est ordonné prêtre par son cousin François de Sales le 14 mars 1615.
Il est doyen de l'église royale et collégiale Notre-Dame-de-Liesse à Annecy, avant de devenir moine bénédictin au prieuré de Talloires, en 1621,. Jules Philippe, dans sa Notice historique sur l'abbaye de Talloires (1861), le donne prieur claustral du monastère en 1629.

### Épiscopat
Il hérite, en 1630, de l'archevêché de Tarentaise, épuisé par sept années de guerre entre le duché de Savoie et la France voisine, et touché au cours de l'année 1630 par la peste. Le siège était Sede vacante, depuis la mort de son prédécesseur, Anastase Germonio, en août 1627.
Malgré des échecs dans la mise en place d'un séminaire et d'une communauté de la Visitation, il réussit cependant l'installation de Bernardines à Conflans.
Benoît-Théophile de Chevron Villette meurt le 16 mai 1658.